# Crnugovići
Crnugovići (Servisch cyrillisch Црнуговићи) is een plaats in de Servische gemeente Priboj. De plaats telt 93 inwoners (2002).